# Güicho Cisneros
Luis Cisneros Alvear (Durango, 15 de octubre de 1943-Ciudad de México, 28 de abril de 2014), conocido como Güicho Cisneros, fue un compositor mexicano que alcanzó la fama a finales de la década de 1950 por sus canciones románticas de bolero. La canción que lo proyectó a la fama, y probablemente su éxito más conocido, es “Gema”.

## Semblanza biográfica
Nació en Gómez Palacio, Durango. Sus padres fueron María del Refugio Alvear y Matías Cisneros. Se trasladó a vivir a la Ciudad de México, compuso su primera canción, “Amalia”, para una joven con dicho nombre, a quien conoció durante su trayecto en el tren.  Poco después un par de canciones más y una versión propia y diferente de “Las mañanitas” que dedicó a su madre un 10 de mayo, la cual, años más tarde, fue interpretada por Los Dandys.  Formó el trío Las Tres Piedras con sus primos Higinio y Miguel Moreno Cisneros. 
En 1957 Tito Guízar grabó su canción “Mi gallo es el pájarito”, quien, además, lo bautizó con el sobrenombre de Güicho.  Esta canción fue interpretada por Marco Antonio Campos y Gaspar Henaine, mejor conocidos como Viruta y Capulina, en la película La sombra del otro, en la que también actuaron Ana Bertha Lepe, Tere Velázquez y Ricardo el Pájarito Moreno. 
En 1958 se dio a conocer con la canción “Gema” que fue interpretada por Los Dandys en la XEB-AM,  a la que siguieron los éxitos de las canciones “Tres regalos”, “Como un duende”, “Negrura” y “Dime si me quieres”. En 1963, durante la grabación del 4.° disco de Los Dandys, Güicho Cisneros se integró a este grupo musical sustituyendo a Francisco Escamilla Chávez. La canción “Gema” le dio una proyección nacional e internacional, de acuerdo a un libro que publicó la XEQ-AM es la canción más solicitada de todos los tiempos.
Fue autor de más de cien canciones, entre otras de sus composiciones se encuentran “Alma de cristal”, “Cuando ya me quieras”, “Gotita”, “Hasta cuando”, “Eterna juventud”, “Esta misma noche”, “Es ley”, “Dios te bendiga”, “Dime por qué”, “Después de lo de anoche”, “Duerme mamita”, “Enamorada”, “Estela de amor”, “Desde que te vi”, “Dolor callado”, “El vino y tú”, “Bodas de plata”, “Corazón ajeno”, “Entre espinas”, “Aurora de amor”, “Bolero torero”, “Como un jardín”, “Cuando tú seas mía”, “Tu voz”, “Un día llorarás”, “Ven corazón”, “Ya te amo” y “Vuelve amor”.
Tras padecer insuficiencia renal e hipertiroidismo provocado por un tumor en la cabeza, falleció en la Ciudad de México el 28 de abril de 2014 a consecuencia de un paro cardíaco.

## Premios y distinciones
- Disco de Oro como mejor compositor de 1959 por su canción “Gema” compitiendo contra José Alfredo Jiménez y Álvaro Carrillo.[4]
- Homenaje por la Sociedad de Autores y Compositores de México en reconocimiento a sus 50 años como compositor en 2005.
- Homenaje y reconocimiento en el teatro Ferrocarrilero de la Ciudad de México por la Sociedad de Autores y Compositores de México en 2011.[6]
- Homenaje en el teatro Mayagoitia de Torreón, Coahuila, durante la Feria del Algodón de 2013.[7]